# Myrmecoclytus raffrayi
Myrmecoclytus raffrayi is een keversoort uit de familie boktorren (Cerambycidae). De wetenschappelijke naam van de soort is voor het eerst geldig gepubliceerd in 1895 door Fairmaire.